# Połowkaje (gmina Ignalino)
Połowkaje – dawny folwark na Litwie, w okręgu uciańskim, w rejonie ignalińskim, w gminie Ignalino.
Dawniej używana nazwa Połowkaje II.

## Historia
W czasach zaborów folwark w gminie Zabłociszki, w powiecie święciańskim, w guberni wileńskiej Imperium Rosyjskiego.
W dwudziestoleciu międzywojennym folwark leżał w Polsce, w województwie wileńskim, w powiecie święciańskim, w gminie Kołtyniany.
W 1931 w 1 domu zamieszkiwało 7 osób.
Miejscowość należała do parafii rzymskokatolickiej w Połusze. Podlegała pod Sąd Grodzki w Święcianach i Okręgowy w Wilnie; właściwy urząd pocztowy mieścił się w Ignalinie.